# Karl Eckerblad
Karl-Erik (Karl) Eckerblad, född 5 september 1948 i Grebo församling Östergötlands län, död 25 december 1985 i Viby församling, Örebro län, var en svensk skulptör och tecknare. 
Karl Eckerblad bosatte sig under 1970-talet i Uppsala, och senare, efter 1978, i Göteborg. Han var från början autodidakt, men han fick kontakt med skulptören Ivar Lindekrantz, som blev hans lärare och kollega. De båda skulptörerna hade en livlig korrespondens i vilken de diskuterade träteknik, form och skulptur under många år. Eckerblad arbetade från början figurativt, men övergick till att arbeta även nonfigurativt. 
Eckerblad är representerad i flera kommuner och landsting, till exempel i Uppsala, Umeå, Karlskoga, Örebro, Stockholms och Gävle kommuner samt hos Örebro läns landsting, Gävleborgs och Stockholms läns landsting.

## Offentliga verk i urval
- Trehövdad drake, lekskulptur i Uppsala
- Fyra karaktärer, lekskulptur i Uppsala

## Stipendier
- Uppsala kommun 1974 och 1977,
- Svensk-Norska samarbetsfonden 1975 och 1976,
- Johann och Hjalmar Kallenbergs fond 1976,
- Erik Gustav Geijers fond,
- Startbidrag från Statens kulturråd 1978 och 1982.